# Casey Mears
Casey James Mears (* 12. März 1978 in Bakersfield, Kalifornien) ist ein US-amerikanischer NASCAR-Rennfahrer. Mears ist der Neffe des vierfachen Indianapolis 500-Sieger Rick Mears und Sohn des ChampCar- und Off-Road-Veteranen Roger Mears.

## Karriere
Neben seiner Karriere in NASCAR ging er bei drei ChampCar-Rennen im Jahre 2001 als Ersatz für Alex Zanardi an den Start, nachdem dieser beim American Memorial 500 auf dem EuroSpeedway Lausitz verletzt wurde. Seinen wichtigsten Sieg erzielte Mears am 29. Januar 2006 beim 24-Stunden-Rennen von Daytona zusammen mit Scott Dixon und Dan Wheldon für Chip Ganassi Racing. Dabei erzielten sie einen Rekord für das schnellste Rennen in der Klasse der Daytona-Prototypen mit 723 gefahrenen Runden. Mears ist der erste Vollzeit-NASCAR-Fahrer, der dieses Rennen gewinnen konnte.

### In der NASCAR
Mears feierte sein NASCAR-Debüt in der Busch Grand National Series im Jahre 2001 auf dem Homestead-Miami Speedway im Wagen mit der Startnummer 66 für Cicci-Welliver Racing. Vom 21. Startplatz beendete er das Rennen als 28. Nach dem Verkauf des Teams an Wayne Jesel am Ende des Jahres fuhr Mears die komplette nächste Saison für das Team. Mit zwei Ergebnissen unter den Top 10 lag er am Saisonende auf Platz 21 in der Meisterschaft. Ab der Saison 2003 fuhr er den Dodge mit der Startnummer 41 für Chip Ganassi Racing im Nextel Cup. Seine Rookie-Saison beendete er auf Platz 35, nachdem er in keinem Rennen in den Top 10 landen konnte. In der Saison 2004 erzielte er mit dem Wagen zwei Pole-Positionen. Während der Saison 2005 wurde angekündigt, dass Mears in einen anderen Wagen von Chip Ganassi mit Home123 als Hauptsponsor wechseln und Reed Sorensen gleichzeitig die Startnummer 41 übernehmen würde. Nachdem der Sponsorenvertrag mit Home123 nicht zustande gekommen war, wechselte Mears in den Wagen mit der Startnummer 42 von Chip Ganassi und ersetzte Jamie McMurray.

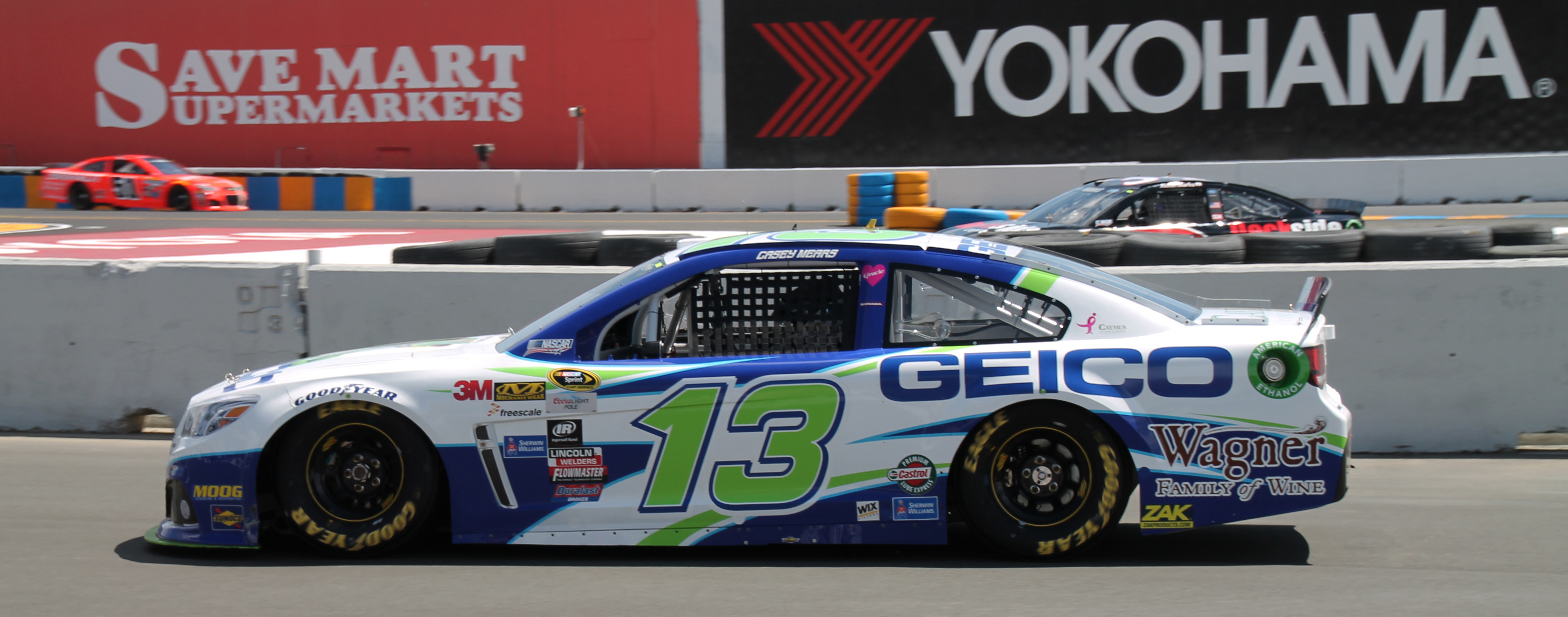
Casey Mears, 2015, Sonoma

Am 9. Juni 2006 wurde bekannt gegeben, dass Mears zum Ende der Saison 2006 Chip Ganassi Racing verlassen und für 2007 zu Hendrick Motorsports wechseln würde, um Brian Vickers zu ersetzen. Rund einen Monat später, am 8. Juli gewann er sein erstes Rennen in der Busch Series auf dem Chicagoland Speedway, wobei er die Ziellinie im Ausrollen überquerte, nachdem ihm zuvor das Benzin ausgegangen war.
Seit der Saison 2007 fährt Mears den Wagen mit Startnummer 25 für Hendrick Motorsports mit der Army National Guard und GMAC als Hauptsponsoren. Mit diesem Wagen erzielte er seinen ersten Sieg im Nextel Cup am 27. Mai 2007 beim Coca-Cola 600 auf dem Lowe’s Motor Speedway. Mears ging fünf Runden vor Schluss in Führung, als die meisten anderen Fahrer nochmal zum Nachtanken in die Boxen fuhren. Nur wenige Meter nach überqueren der Ziellinie ging ihm auch in diesem Rennen das Benzin aus. Seine erste Pole-Position für Hendrick Motorsports erzielte er am 13. Juli 2007 auf dem Chicagoland Speedway. Am Ende der Saison belegte er Platz 15 in der Meisterschaft.
Die Saison 2008 verlief wenig erfolgreich für Mears. Nach zwei Top-5-Ergebnissen in den ersten fünf Rennen reichte es in den darauffolgenden Rennen nur für ein Ergebnis unter den Top 20. Am 4. Juli 2008 wurde offiziell verkündet, dass der Wagen mit der Startnummer 5 ab der Saison 2009 nicht mehr von Mears gefahren wird. Stattdessen wird Mark Martin den Wagen übernehmen. Er beendete die Saison 2008 auf Platz 20. In der Saison 2009 pilotierte Mears einen Chevrolet in Diensten von Richard Childress Racing. Die Saison verlief nicht wesentlich besser als das Vorjahr. Mears stand am Ende nur auf Rang 21 der Gesamtwertung.
Mears begann die Saison 2010 bei Keyed-Up Motorsports, jedoch gelang ihm mit diesem Team nur einmal die Qualifikation zu einem Rennen. Seit dem Autism Speaks 400 auf dem Dover International Speedway vertrat er Brian Vickers in der Startnummer 83 von Team Red Bull, weil Vickers krankheitsbedingt bis zum Saisonende ausfällt. Mears blieb jedoch unter den Erwartungen und wurde nach einigen Rennen durch Reed Sorenson ersetzt.